# Adolf Burose

Adolf Burose

Adolf Burose (* 22. Juli 1858 in Eldagsen; † 1921 in Budapest) war ein deutscher Flötist.
Burose studierte bei H. L. Goltermann in Hannover und bei Heinrich Gantenberg in Berlin. Er war Soloflötist an der Königlich Ungarischen Oper sowie Professor an der Königlichen Musikakademie in Budapest.
Adolf Burose komponierte einige Stücke für Flöte und Klavier. 1893 veröffentlichte er eine Konzert-Polka für Piccolo-Flöte und Orchester mit dem Titel Erinnerung an Amerika im Verlag von Julius Heinrich Zimmermann. Um 1910 erschien in Budapest seine Neue Grosse Flötenschule.